# Alfie Gilchrist
Alfie Gilchrist, né le 28 novembre 2003 à Kingston upon Thames en Angleterre, est un footballeur anglais qui évolue au poste de défenseur central à Chelsea.

## Biographie

### En club
Né à Kingston upon Thames en Angleterre, Alfie Gilchrist est formé par le Queens Park Rangers, puis par le Chelsea FC qu'il rejoint en 2014 pour intégrer l'équipe des moins de onze ans. Il passe par toutes les équipes de jeunes jusqu'à l'équipe réserve dont il devient le capitaine. Considéré comme l'un des éléments les plus prometteurs de l'académie, il est notamment comparé à la légende du club, John Terry,.
En mai 2023 il est convoqué pour la première fois avec le groupe professionnel par Frank Lampard, alors entraîneur de l'équipe première, pour un match face à Manchester United. Il ne participe toutefois pas à la rencontre, restant sur le banc des remplaçants.
Il joue son premier match en professionnel avec l'équipe première le 27 décembre 2023, lors d'une rencontre de Premier League contre Crystal Palace. Il entre en jeu à la place de Benoît Badiashile et son équipe s'impose par deux buts à zéro,.
Le 2 avril 2024, Gilchrist signe un nouveau contrat avec les Blues, le liant au club jusqu'en juin 2026. Il inscrit son premier but en professionnel le 15 avril suivant, lors d'une rencontre de Premier League face au Everton FC. Entré en jeu, il marque le dernier but de son équipe, qui s'impose par six buts à zéro,.